# Hans Günther Cremers

Hans Günther Cremer (untere Reihe, Zweiter von links) im Vorstand des Vereins Düsseldorfer Künstler, auch Hommage à Fantin Latour, Gruppenbild von Günter Senge, 1979, Stadtmuseum Landeshauptstadt Düsseldorf

Hans Günther Cremers, Vorname auch in der Schreibweise Hans-Günther (* 23. Oktober 1928 in Duisburg; † 12. März 2004 in Düsseldorf), war ein deutscher Maler und Grafiker.

## Leben
Nach der Schulzeit begann Cremers 1943 eine Lehre als Plakatmaler, unterbrochen durch einige Monate im Reichsarbeitsdienst. Von 1946 bis 1947 studierte er an der Werkkunstschule Krefeld. 1947 wechselte er an die Werkkunstschule Düsseldorf. Von 1949 bis 1955 war er Student der Kunstakademie Düsseldorf bei Otto Pankok, ab 1952 als dessen Meisterschüler.
An der Düsseldorfer Akademie lernte er seine Frau kennen, die Bildhauerin Hannelore Köhler, die er 1955 heiratete. Cremers ließ sich mit ihr als freischaffender Maler in Düsseldorf nieder. Auf dem Eiskellerberg fanden sie Wohnung und Atelier. Mit Köhler und weiteren Düsseldorfer Künstlern, insbesondere Germán Becerra und Thomas Häfner, gründete er 1956 die Gruppe Junge Realisten, um unter dem beherrschenden zeitgenössischen Trend zur Abstraktion als Gruppe der figurativen Kunst besser wahrgenommen zu werden und nicht ins Abseits zu geraten. 1967 ehrte ihn die Stadt Düsseldorf mit dem Förderpreis des Cornelius-Preises.
Begeistert von den Themen Mensch und Technik, Raumfahrt und Weltraum reiste er 1969 auf Einladung der NASA zum Start der Apollo 12 nach Cape Canaveral. 1978 besuchte er als Stipendiat der Heinrich-Hertz-Stiftung erneut Raumfahrtzentren in den Vereinigten Staaten. In gegenständlicher Malerei beschäftigte sich Cremers in dieser Zeit mit dem Verhältnis von Mensch und Technik. So stellte er in grellen Farben Menschenknäuel dar, die in technischen Gehäusen Apparate bedienen. Auch stellte er Menschen als durchsichtige Astronautenmenschen dar, so dass deren Knochen und Organe als Teile eines Gesamtmechanismus erscheinen.
Engagiert im Vorstand des Vereins der Düsseldorfer Künstler und im Verein zur Veranstaltung von Kunstausstellungen, wirkte er den Jahren von 1978 bis 1992 als Organisator der Großen Kunstausstellung Düsseldorf. 1980 wurde er Mitglied der Neuen Darmstädter Sezession. Weitere Reisen führten ihn durch Europa, insbesondere nach Italien (Venedig 1957–1960, Rom 1960–1963), ferner in die Sowjetunion. 1991 hatte er ein Atelier in der Cité Internationale des Arts Paris. 1993 erhielt er den Kunstpreis der Künstler. Als Leiter einer Malklasse an der Werkkunstschule Düsseldorf übte er auch ein Lehramt aus. 1995 erstanden Hans und Franz Joseph van der Grinten für die Sammlung auf Schloss Moyland 75 Werke aus dem Astronauten-Zyklus Cremers’. 1998 gelangten weitere seiner Werke dorthin. Briefe und Gedichte ihres verblichenen Ehemannes überließ Hannelore Köhler dem Heinrich-Heine-Institut, Düsseldorf.

## Auszeichnungen

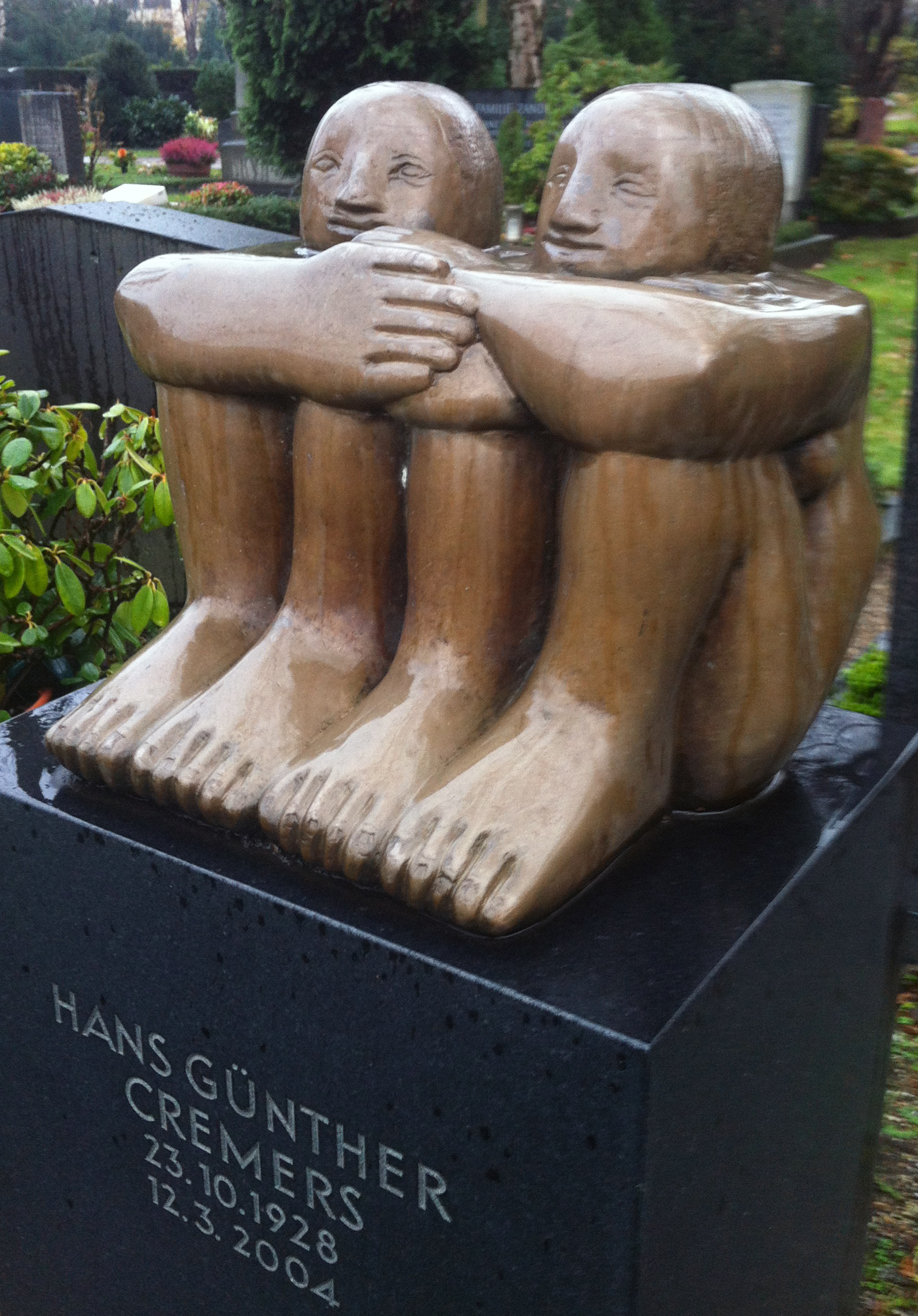
Grabmal Hans Günther Cremers auf dem Nordfriedhof Düsseldorf: Paar, Bronzeplastik von Hannelore Köhler

- 1967: Förderpreis des Cornelius-Preiss
- 1993: Kunstpreis der Künstler

## Ausstellungen
- seit 1953: Große Kunstausstellung NRW Düsseldorf
- 1966: Städtische Galerie Oberhausen (zusammen mit Hans Behrens und Karl Rödel)
- 1967: Collage 67, Städtische Galerie, München
- 1969: Technik in der Malerei, Lehmbruck-Museum, Duisburg
- 1969: The Artist and Space, National Gallery of Art, Washington, D.C.
- 1971: Karl-Ernst-Osthaus-Museum, Hagen
- 1971: Suermondt-Ludwig-Museum, Aachen
- 1972: Amerika-Haus, Berlin
- 1982: Zentralhaus des Künstlers, Moskau
- 1986: Event- und Kulturzentrum Kammgarn, Schaffhausen, Schweiz
- 1990: Galerie Leuchter und Peltzer, Düsseldorf
- 2010: Malerei trifft Lyrik. Hannelore Köhler und Günther Cremers, Heinrich-Heine-Institut, Düsseldorf